# World Federation of Independent Scouts
La World Federation of Independent Scouts (WFIS) è un'organizzazione internazionale nata nel 1996 a Laubach (Germania) con l'obiettivo di creare una federazione per gli scout che non fanno parte di altre organizzazioni internazionali ed offrire la possibilità di instaurare contatti a livello europeo e mondiale.
Nel 1997 aderivano a questa federazione circa 80 associazioni in 43 diversi paesi per un totale di circa 200.000 scouts. Nel maggio 2012 il numero era di circa 830.000 scouts. Durante la prima assemblea generale WFIS 2013 è stato dichiarato che la federazione conta internazionalmente un numero di persone superiore ai due milioni di scout.
A questa federazione aderiscono associazioni che dichiarano di condividere una visione tradizionale dello Scautismo di Baden-Powell.

## Organizzazione
Le associazioni di lingua italiana federate alla WFIS sono:
| Sigla      | Nome                                                                  | Informazioni | Adesione WFIS                        |
| ---------- | --------------------------------------------------------------------- | --- | ------------------------------------ |
| ASSISCOUT  | Associazione Indipendente Scout                                       | nata nel 1986 ad Abano Terme (PD) come "ARCISCOUT", è un'associazione laica e pluriconfessionale con unità miste; nel 2000 ha cambiato nome in quello attuale.        |                                      |
| AEGI       | Associazione Scouts Cattolici Italiani - Esploratori e Guide d'Italia | nata per scissione dalla "nuova Asci", nel 2008 con 618[3] associati.                                                                                                 | membro effettivo dal 30 gennaio 2010 |
| FederScout | Federazione del Movimento Scout Italiano                              | fondata nel 1986, fino al 2006 era denominata "Federazione Scautistica Italiana", dal 1987 a gennaio 2008 ha aderito alla Confédération Européenne de Scoutisme (CES) | fine gennaio 2008                    |
| F.I.G.E.   | Federazione Italiana delle Guide ed Esploratori.                      | ex sezione del CNGEI di Gela divenuta indipendente nel 2001 col nome Sezione Scout di Gela "Fabio Rampulla"                                                           | full Member dal febbraio 2009        |
| Am.I.S.    | Amici delle Iniziative Scout                                          | associazione scout triestina | membro effettivo dal 26 gennaio 2013 |
| Assoraider | Associazione Italiana di Scautismo Raider                             | fondata nel 1965 da Aldo Marzot | membro ufficiale dal 25 gennaio 2014 |
| CISC       | Confederazione Italiana dello Scautismo Cristiano                     | fondata il 14 marzo 2010 | Gennaio 2019                         |
| BPSI       | Baden Powell Scout Italia                                             | |                                      |

## Divisioni Regionali
La WFIS è divisa in cinque regioni:
- Africa
- Asia/Australia
- Europa
- North America
- South America

Periodicamente le regioni organizzano campi per tutte le branche.
La regione Europa organizza ogni quattro anni un EuroCamp. L'ultimo si è tenuto in Germania nella cittadina di Bexbach nel 2023.

## Primo WFIS World Jamboree
Il primo WFIS World Jamboree si è svolto in Danimarca nel 2002, con 850 partecipanti.

## Secondo WFIS World Jamboree
Il secondo WFIS World Jamboree si è svolto nei giorni 7-14 luglio 2007, nei pressi della città di Medellín in Colombia. Hanno partecipato oltre 3.000 persone.

## Terzo WFIS World Jamboree
Il terzo WFIS World Jamboree si è svolto nei giorni 15-23 luglio 2011, nei pressi della città di Zacatlán in Messico.